# Campionato mondiale di baseball 2001
Il XXXIV Campionato mondiale di baseball fu vinto da Cuba.

## Classifica finale
| Pos. | Squadra         |
| ---- | --------------- |
|      | Cuba            |
|      | Stati Uniti     |
|      | Taipei cinese   |
| 4    | Giappone        |
| 5    | Panama          |
| 6    | Corea del Sud   |
| 7    | Paesi Bassi     |
| 8    | Rep. Dominicana |

## Risultati

### Primo turno

#### Gruppo A
| Data        | Ora   | Stadio    | Squadra 1             | Squadra 2             | Ris.   | Note       |
| ----------- | ----- | --------- | --------------------- | --------------------- | ------ | ---------- |
| 6 novembre  | 18h00 | Tien-Mou  | Taiwan                | Italia                | 6 - 1  |            |
| 7 novembre  | 18h00 | Kaohsiung | Repubblica Dominicana | USA                   | 6 - 4  |            |
| 7 novembre  | 12h00 | Kaohsiung | Francia               | Nicaragua             | 1 - 5  |            |
| 7 novembre  | 15h00 | Chia-Yi   | Corea del Sud         | Sud Africa            | 2 - 0  |            |
| 8 novembre  | 12h00 | Chia-Yi   | Taiwan                | Francia               | 10 - 0 | 7 manches  |
| 8 novembre  | 12h00 | Kaohsiung | USA                   | Sud Africa            | 5 - 0  |            |
| 8 novembre  | 18h00 | Chia-Yi   | Repubblica Dominicana | Nicaragua             | 8 - 4  |            |
| 8 novembre  | 18h00 | Kaohsiung | Italia                | Corea del Sud         | 0 - 10 |            |
| 9 novembre  | 12h00 | Chia-Yi   | Francia               | Repubblica Dominicana | 1 - 3  |            |
| 9 novembre  | 12h00 | Kaohsiung | Sud Africa            | Italia                | 2 - 11 |            |
| 9 novembre  | 18h00 | Chia-Yi   | Corea del Sud         | USA                   | 0 - 11 |            |
| 9 novembre  | 18h00 | Kaohsiung | Nicaragua             | Taiwan                | 2 - 4  |            |
| 10 novembre | 12h00 | Chia-Yi   | Repubblica Dominicana | Italia                | 5 - 3  |            |
| 10 novembre | 12h00 | Kaohsiung | Sud Africa            | Taiwan                | 2 - 8  |            |
| 10 novembre | 18h00 | Chia-Yi   | USA                   | Nicaragua             | 1 - 3  |            |
| 10 novembre | 18h00 | Kaohsiung | Corea del Sud         | Francia               | 14 - 1 | 7 manches  |
| 11 novembre | 12h00 | Chia-Yi   | Nicaragua             | Sud Africa            | 13 - 0 | 7 manches  |
| 11 novembre | 12h00 | Kaohsiung | Italia                | Francia               | 5 - 1  |            |
| 11 novembre | 18h00 | Chia-Yi   | Corea del Sud         | Repubblica Dominicana | 4 - 0  |            |
| 11 novembre | 18h00 | Kaohsiung | USA                   | Taiwan                | 6 - 0  |            |
| 13 novembre | 12h00 | Chia-Yi   | Taiwan                | Repubblica Dominicana | 5 - 1  |            |
| 13 novembre | 12h00 | Kaohsiung | Sud Africa            | Francia               | 4 - 3  | 13 manches |
| 13 novembre | 18h00 | Chia-Yi   | Nicaragua             | Corea del Sud         | 1 - 12 | 7 manches  |
| 13 novembre | 18h00 | Kaohsiung | USA                   | Italia                | 8 - 0  |            |
| 14 novembre | 12h00 | Chia-Yi   | Repubblica Dominicana | Sud Africa            | 15 - 5 | 7 manches  |
| 14 novembre | 12h00 | Kaohsiung | Francia               | USA                   | 0 - 17 | 7 manches  |
| 14 novembre | 18h00 | Chia-Yi   | Italia                | Nicaragua             | 2 - 5  |            |
| 14 novembre | 18h00 | Kaohsiung | Taiwan                | Corea del Sud         | 5 - 1  |            |

| Pos. | Squadra         | G | V | P | PF | PS | %    |
| ---- | --------------- | - | - | - | -- | -- | ---- |
| 1    | Taipei cinese   | 7 | 6 | 1 | 38 | 13 | .857 |
| 2    | Stati Uniti     | 7 | 5 | 2 | 52 | 9  | .714 |
| 3    | Rep. Dominicana | 7 | 5 | 2 | 38 | 26 | .714 |
| 4    | Corea del Sud   | 7 | 5 | 2 | 43 | 18 | .714 |
| 5    | Nicaragua       | 7 | 4 | 3 | 33 | 28 | .571 |
| 6    | Italia          | 7 | 2 | 5 | 22 | 37 | .286 |
| 7    | Sudafrica       | 7 | 1 | 6 | 13 | 57 | .143 |
| 8    | Francia         | 7 | 0 | 7 | 7  | 58 | .000 |

G : giocate, V : vinte, P : perse, PF : punti fatti, PS : punti subiti, % : percentuale vittorie.

#### Gruppo B
| Pos. | Squadra     | G | V | P | PF | PS | %     |
| ---- | ----------- | - | - | - | -- | -- | ----- |
| 1    | Giappone    | 7 | 7 | 0 | 68 | 10 | 1.000 |
| 2    | Cuba        | 7 | 6 | 1 | 55 | 13 | .857  |
| 3    | Panama      | 7 | 5 | 2 | 28 | 27 | .714  |
| 4    | Paesi Bassi | 7 | 4 | 3 | 45 | 19 | .571  |
| 5    | Australia   | 7 | 3 | 4 | 24 | 32 | .429  |
| 6    | Canada      | 7 | 2 | 5 | 21 | 18 | .286  |
| 7    | Russia      | 7 | 1 | 6 | 13 | 66 | .143  |
| 8    | Filippine   | 7 | 0 | 7 | 6  | 75 | .000  |

G : giocate, V : vinte, P : perse, PF : punti fatti, PS : punti subiti, % : percentuale vittorie.

### Fase finale
|  | Quarti di finale                | Quarti di finale               |                                 |          | Semifinali                | Semifinali                |  |  | Finale                         | Finale |
|  |                                 |                                |                                 |          |                           |                           |  |  |                                |        |
|  | 16 novembre - 12h00 (Shinchuan) |                                |                                 |          |                           |                           |  |  |                                |        |
|  |                                 |                                |                                 |          |                           |                           |  |  |                                |        |
|  | Cuba                            | 3                              |                                 |          |                           |                           |  |  |                                |        |
|  | Cuba                            | 3                              | 17 novembre - 18h00 (Shinchuan) |          |                           |                           |  |  |                                |        |
|  | Rep. Dominicana                 | 1                              |                                 |          |                           |                           |  |  |                                |        |
|  | Rep. Dominicana                 | 1                              | Giappone                        | 1        |                           |                           |  |  |                                |        |
|  | 16 novembre - 18h00 (Tien-Mou)  |                                | Giappone                        | 1        |                           |                           |  |  |                                |        |
|  |                                 | Cuba                           | 3                               |          |                           |                           |  |  |                                |        |
|  | Giappone                        | Cuba                           | 3                               | 3        |                           |                           |  |  |                                |        |
|  | Giappone                        |                                | 18 novembre - 16h30 (Tien-Mou)  | 3        |                           |                           |  |  |                                |        |
|  | Corea del Sud                   | 1                              |                                 |          |                           |                           |  |  |                                |        |
|  | Corea del Sud                   | 1                              | Stati Uniti                     | 3        |                           |                           |  |  |                                |        |
|  | 16 novembre - 12h00 (Tien-Mou)  |                                | Stati Uniti                     | 3        |                           |                           |  |  |                                |        |
|  |                                 | Cuba                           | 5                               |          |                           |                           |  |  |                                |        |
|  | Taipei cinese                   | Cuba                           | 5                               | 2        |                           |                           |  |  |                                |        |
|  | Taipei cinese                   | 17 novembre - 18h00 (Tien-Mou) |                                 | 2        |                           |                           |  |  |                                |        |
|  | Paesi Bassi                     | 0                              |                                 |          |                           |                           |  |  |                                |        |
|  | Paesi Bassi                     | 0                              | Taipei cinese                   | 1        | Finale per il terzo posto | Finale per il terzo posto |  |  |                                |        |
|  | 16 novembre - 18h00 (Shinchuan) |                                | Taipei cinese                   | 1        | Finale per il terzo posto | Finale per il terzo posto |  |  |                                |        |
|  |                                 | Stati Uniti                    | 4                               |          |                           |                           |  |  |                                |        |
|  | Stati Uniti                     | Stati Uniti                    | 4                               | 7        | Taipei cinese             | 3                         |  |  |                                |        |
|  | Stati Uniti                     |                                |                                 | 7        | Taipei cinese             | 3                         |  |  |                                |        |
|  | Panama                          | 2                              |                                 | Giappone | 0                         |                           |  |  |                                |        |
|  | Panama                          | 2                              |                                 |          | 0                         |                           |  |  |                                |        |
|  |                                 |                                |                                 |          |                           |                           |  |  | 18 novembre - 10h00 (Tien-Mou) |        |
|  |                                 |                                |                                 |          |                           |                           |  |  |                                |        |

### Torneo di consolazione
|  | Semifinali 5º-8º posto | Semifinali 5º-8º posto | Semifinali 5º-8º posto |        |               | Finale 5º-6º posto | Finale 5º-6º posto | Finale 5º-6º posto |  |
|  |                        |                        |                        |        |               |                    |                    |                    |  |
|  | Rep. Dominicana        | Rep. Dominicana        | 2                      |        |               |                    |                    |                    |  |
|  | Rep. Dominicana        | Rep. Dominicana        | 2                      |        |               |                    |                    |                    |  |
|  | Corea del Sud          | Corea del Sud          | 3                      |        |               |                    |                    |                    |  |
|  | Corea del Sud          | Corea del Sud          | 3                      |        | Corea del Sud | Corea del Sud      | 2                  |                    |  |
|  |                        |                        |                        |        | Corea del Sud | Corea del Sud      | 2                  |                    |  |
|  |                        |                        | Panama                 | Panama | 3             |                    |                    |                    |  |
|  | Panama                 | Panama                 | Panama                 | Panama | 3             | 5                  |                    |                    |  |
|  | Panama                 | Panama                 |                        |        |               | 5                  |                    |                    |  |
|  | Paesi Bassi            | Paesi Bassi            | 0                      |        |               | Finale 7º-8º posto | Finale 7º-8º posto | Finale 7º-8º posto |  |
|  | Paesi Bassi            | Paesi Bassi            | 0                      |        |               |                    |                    |                    |  |
|  |                        |                        |                        |        |               |                    |                    |                    |  |
|  |                        |                        |                        |        |               | Rep. Dominicana    | Rep. Dominicana    | 3                  |  |
|  |                        |                        |                        |        |               | Rep. Dominicana    | Rep. Dominicana    | 3                  |  |
|  |                        |                        |                        |        |               | Paesi Bassi        | Paesi Bassi        | 7                  |  |